# محرشفة منجلية
محرشفة منجلية (الاسم العلمي: Hymenolepis sulcata) هي نوع من الحيوانات تتبع جنس المحرشفة من فصيلة المحرشفات.